# スイス・ロコモティブ・アンド・マシン・ワークス

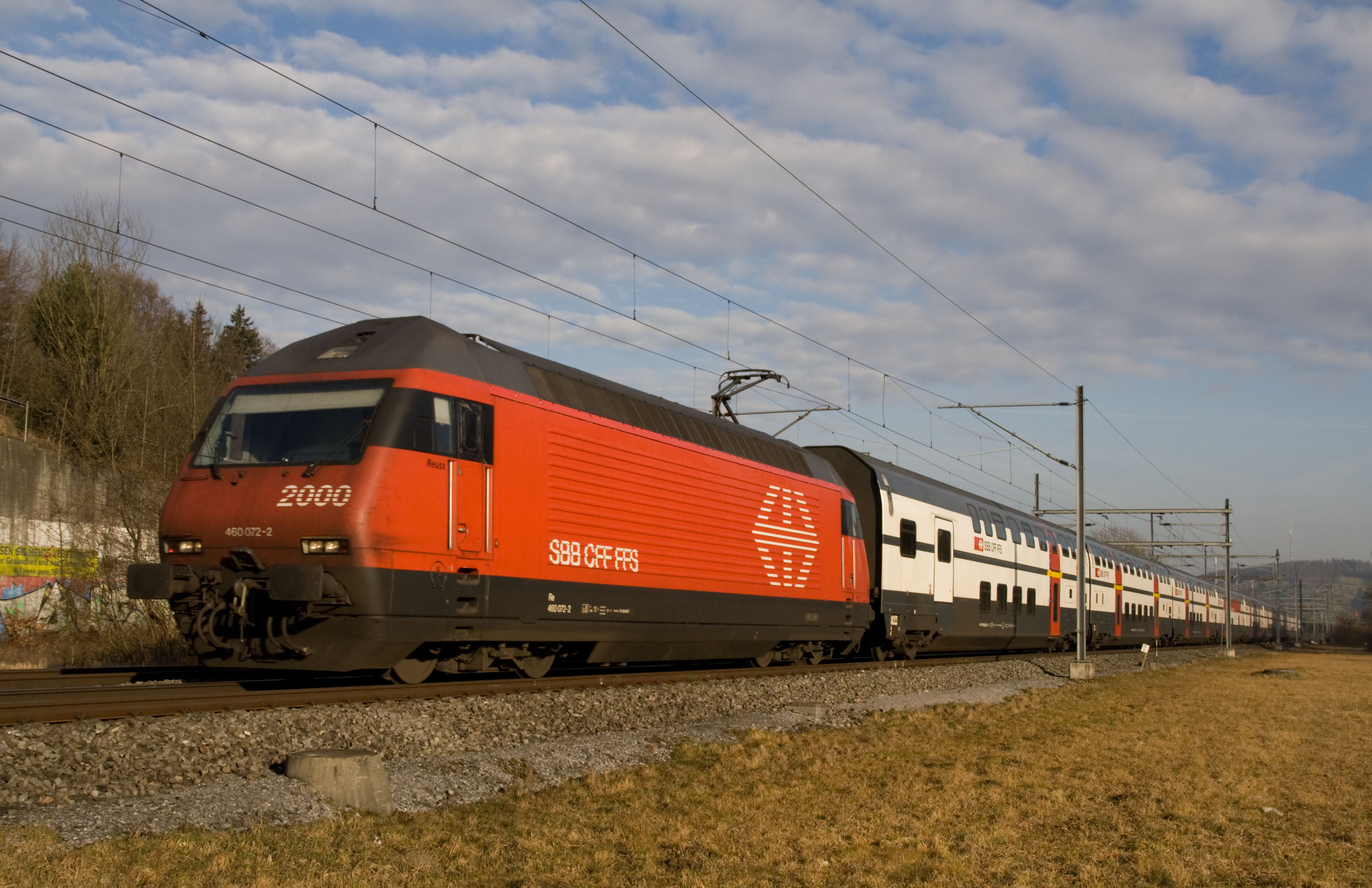
SLMの最終製品の一つ、スイス国鉄Re460形電気機関車

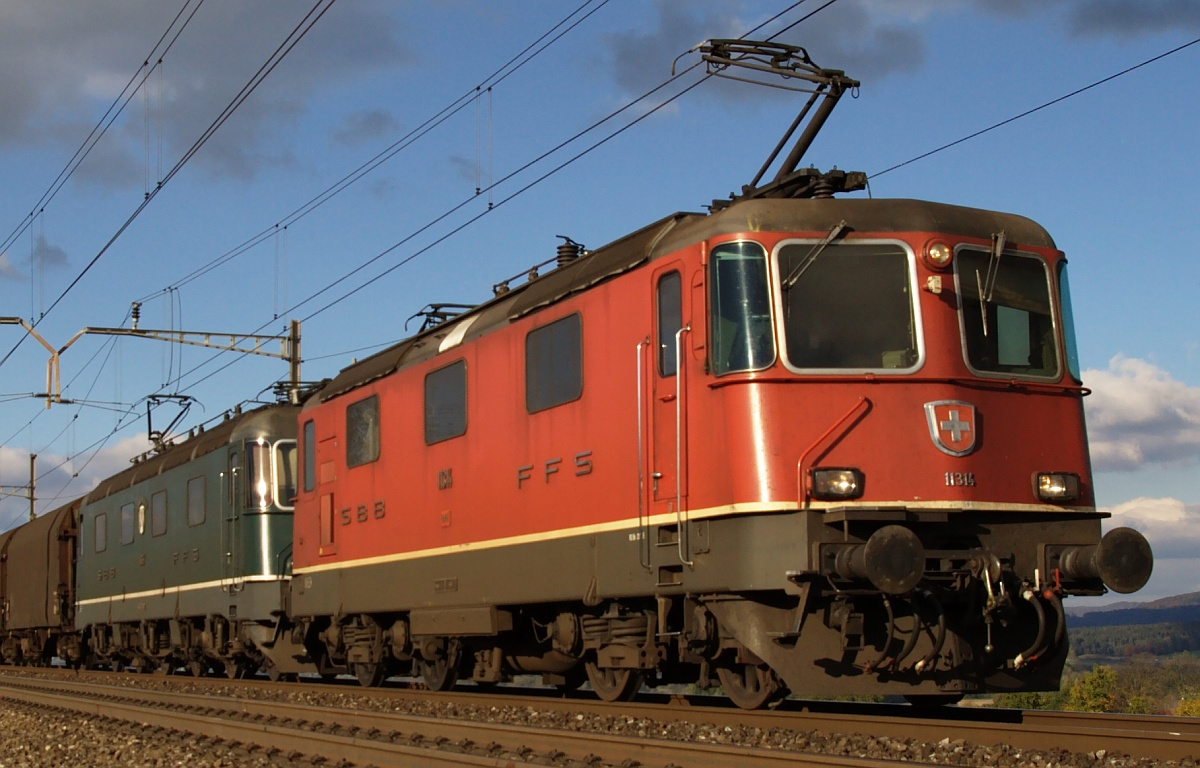
1960-80年代のSLMの代表的製品であるスイス国鉄Re420形とRe620形の重連

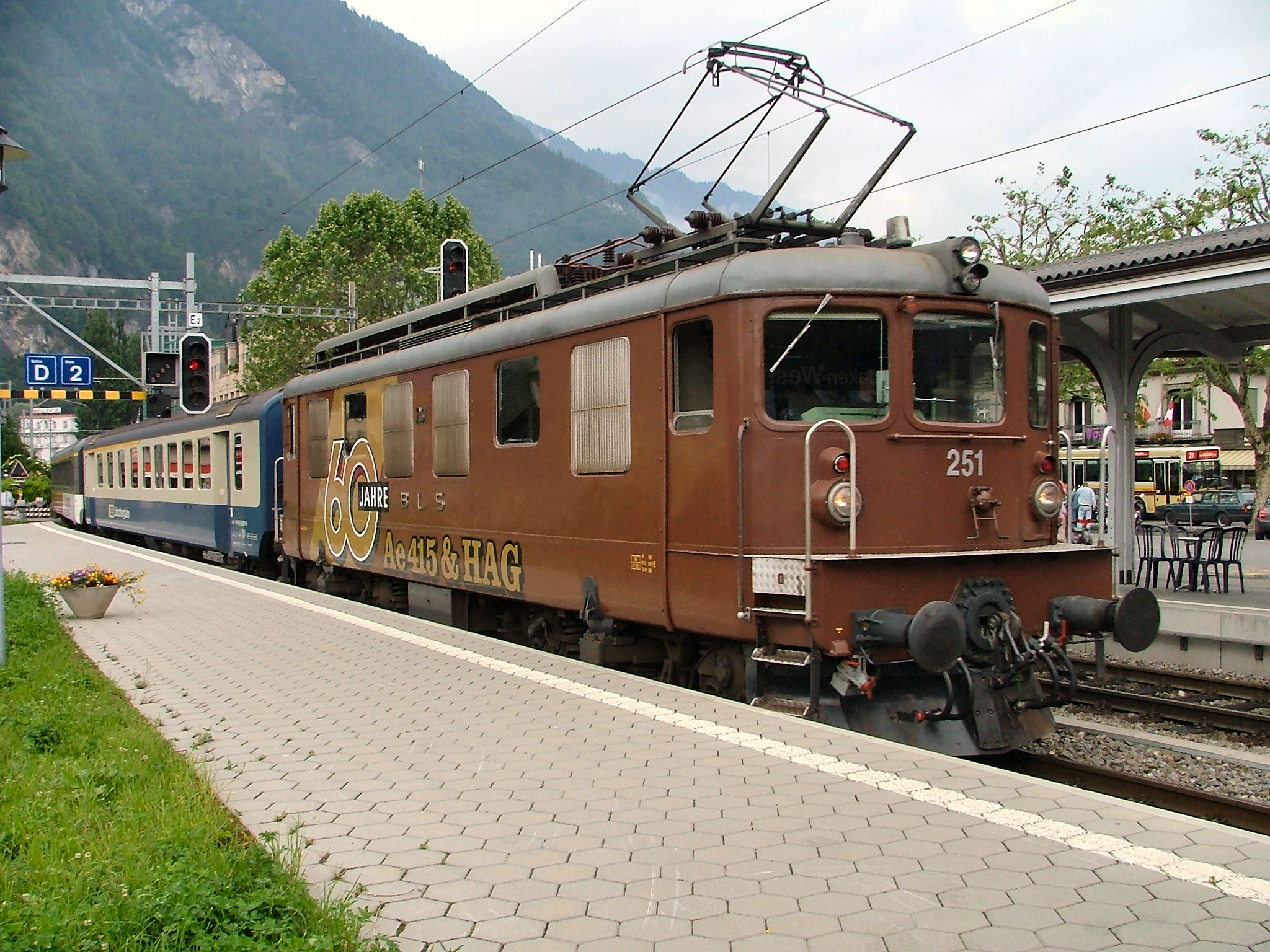
世界初のボギー台車の全軸駆動機、ベルン-レッチュベルク-シンプロン鉄道Ae4/4形

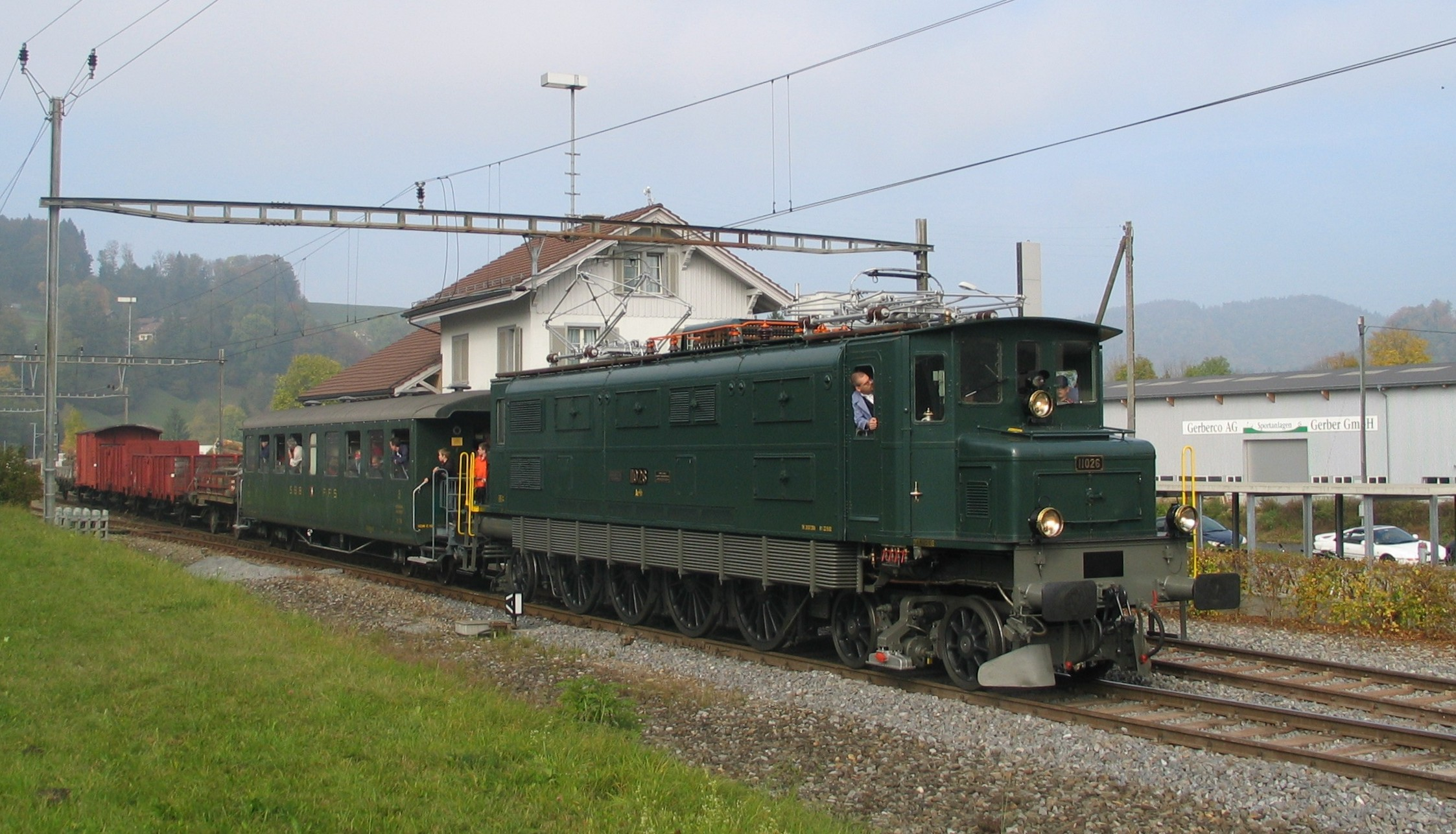
1920-30年代のSLMの代表的製品であるスイス国鉄Ae4/7形

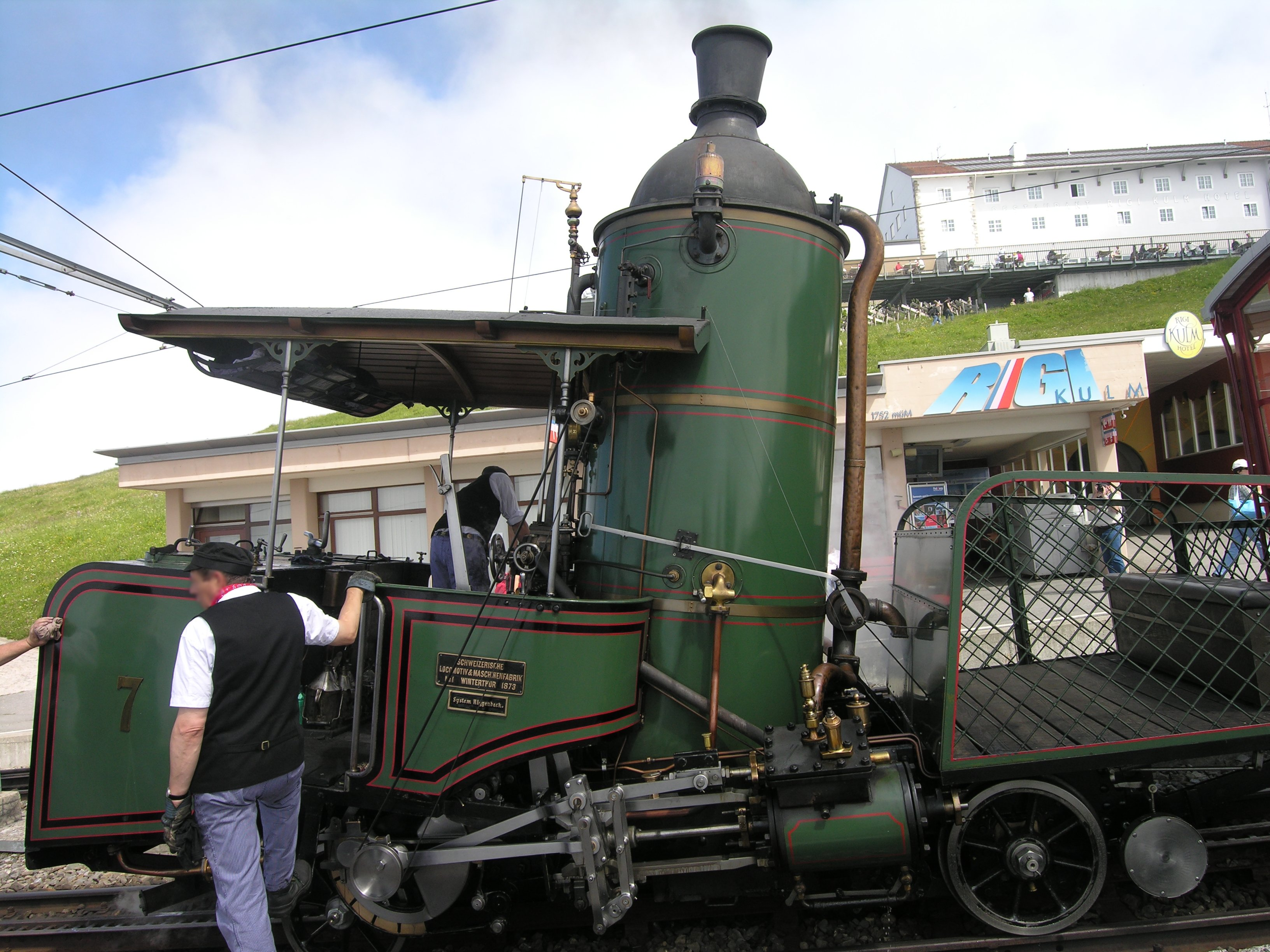
SLMの最初の製品であるリギ鉄道7号機、製造銘板にNo1の製番が入る

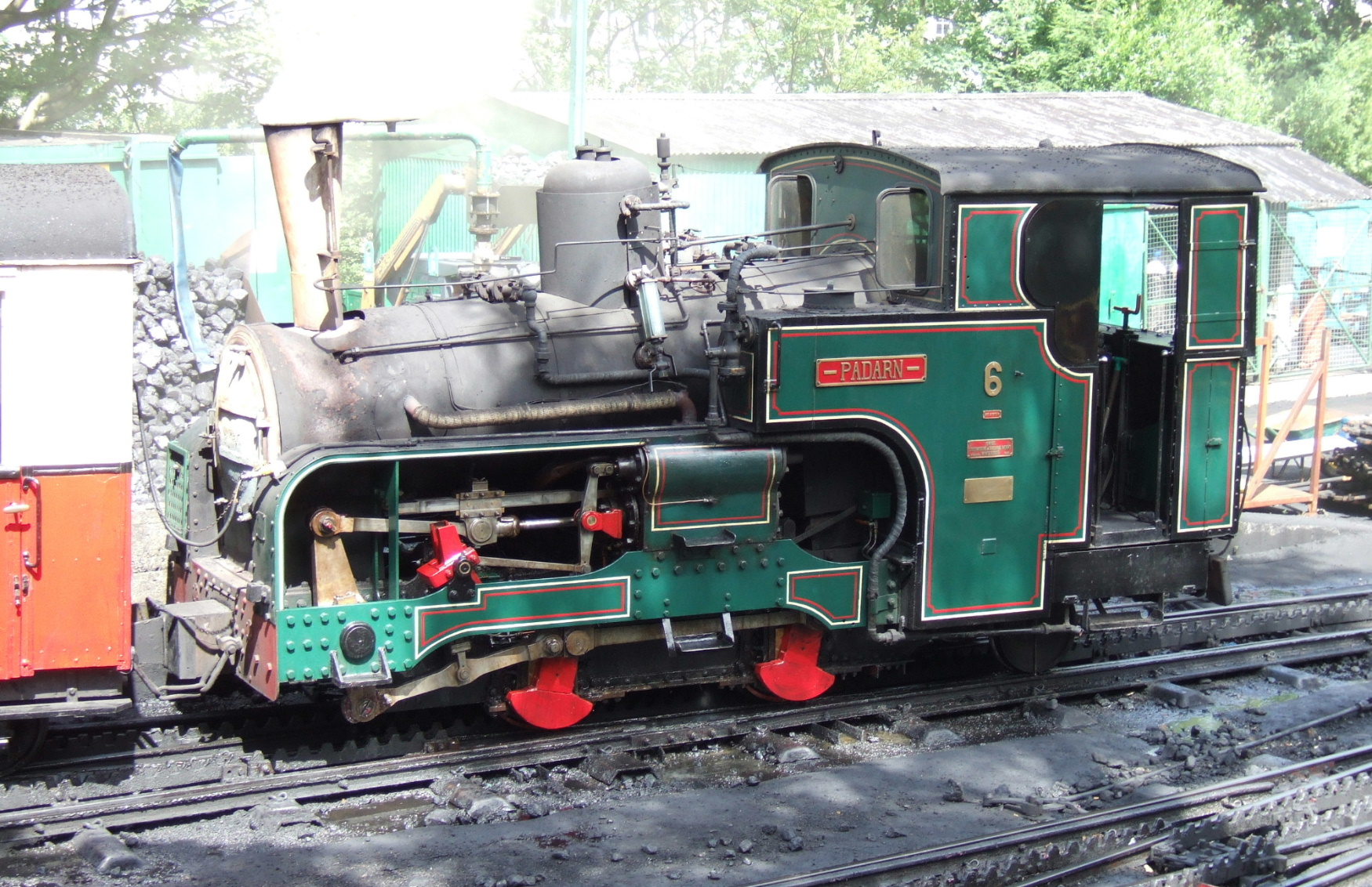
ウェールズ、スノードン登山鉄道6号機（1922年製）

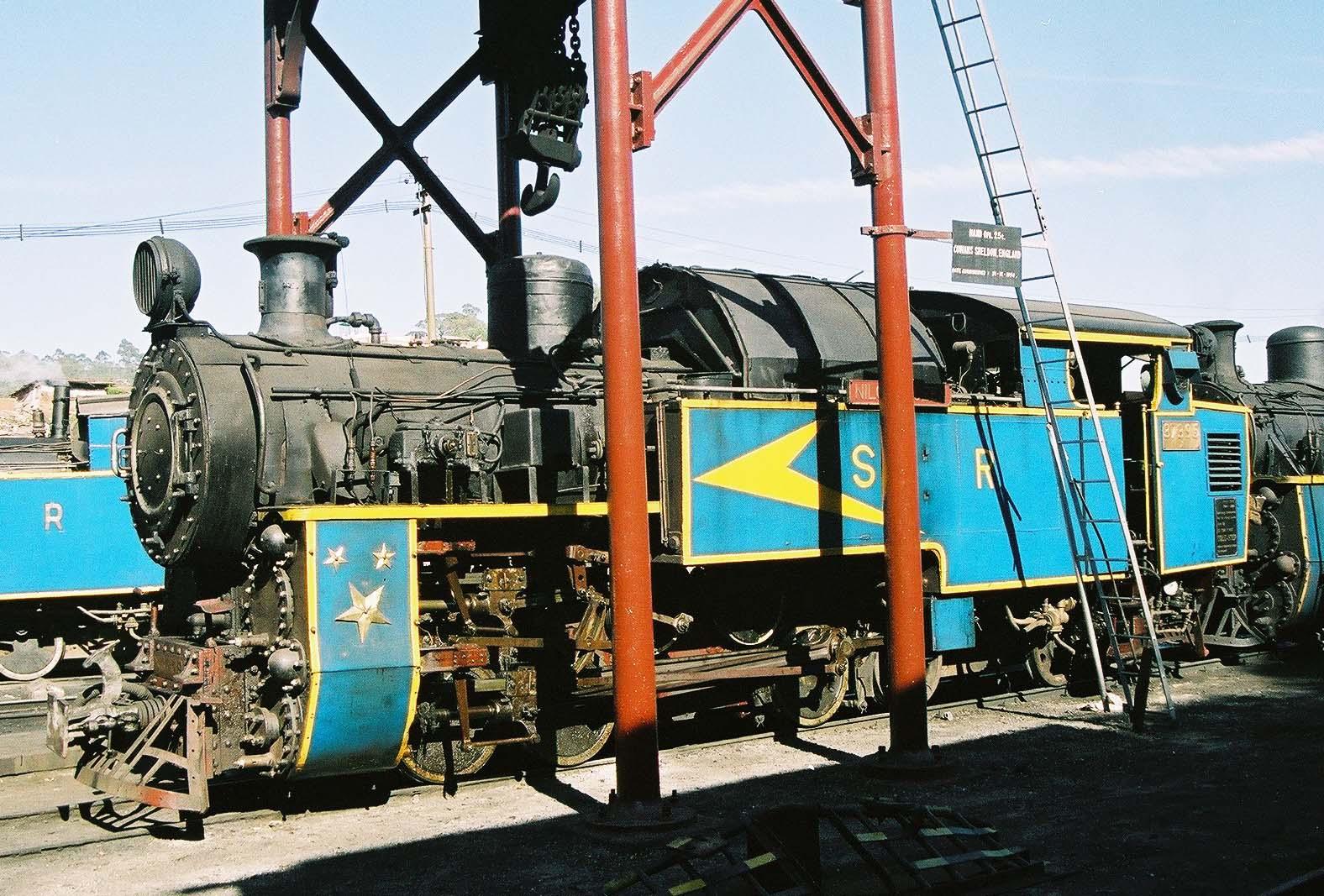
インドの保存鉄道、ニルギリ山岳鉄道37395号機

スイス・ロコモティブ・アンド・マシン・ワークス（英語: Swiss Locomotive and Machine Works /ドイツ語: Schweizerische Lokomotiv- und Maschinenfabrik = SLM）はスイスのヴィンタートゥールに拠点を置いていた鉄道車両・鉄道関連機器メーカーである。
所在地からヴィンタートゥールとも呼ばれる。

## 沿革
SLMは1871年にチャールズ・ブラウンによってスイス北部のチューリヒ州ヴィンタートゥールに機関車および機械の製造メーカーとして設立された。
設立者のチャールズ・ブラウンはロンドン生まれで、工作機械の父と呼ばれるヘンリー・モーズリーのモーズリー・アンド・フィールド商会で機械工学を学んだ後、スルザーの創立家であるスルザー家が親戚であったことから当時のスルザー・ブラザーズ社で技術者として蒸気エンジンなどの製作に関わり、その後独立してSLMを設立している。なお、チャールズ・ブラウンは1884年には同社を離れ、電気機関車製造ではSLMと深い関わりを持つエリコンの電機部門設立に関わったほか、1892年には彼の長男のチャールズ・ユージン・ラッセロット・ブラウンがバーデンで、同じく電気機関車製造ではSLMと深い関わりを持つ電機メーカーであるブラウン・ボベリを設立している。
SLMの最初の製品は1873年に製造されたリギ鉄道の7号機で、縦型ボイラのラック式蒸気機関車であった。その後蒸気機関車の製造を続けながら、1898年のユングフラウ鉄道HGe2/2形から電気機関車の製造も開始している。電気機関車の製造では車体や台車などの機械部分を担当しており、電機品はブラウン・ボベリやエリコン、セシュロン製のものを搭載し、駆動装置は電機品メーカ製のものを搭載するか電機品メーカーが設計しSLMが製造したものを搭載する手法を採っている。蒸気機関車、電気機関車ともに小形機から大形機まで手広く手掛けているが、大形機は国内向けが多く、逆にスイス電機メーカーが電機品を供給したスイス国外向けの電気機関車では設計のみを担当し、製造は現地のメーカーが担当する事例もあり、SLM系のデザインの機関車が他メーカーでも製造されていた。逆にラック式機関車を中心とした小形～中形の機関車は広く国外に輸出されており、世界の多くの山岳鉄道の設備はSLMによって構築されたとも言われている。
1998年に親会社のスルザーはSLMの鉄道車両エンジニアリング部門をAdtranzに売却したが、そのうちのラック式鉄道部門は同社のスコープ外となったためAdtranzからStadler Railに売却されている。また、Sulzer-Winproと社名変更されていた旧SLMの残存会社から2001年にはMBOでWinproが独立して旧SLMの従業員をもって車両整備等を手がけており、その後同社は2005年9月7日からは、Stadler Railの子会社化されてStadler Winterthurとなっているほか、同じく2000年には蒸気機関車整備・生産部門がMBOによりDLMとして独立している。一方、スイスのエンジニアリング会社であるPROSEはAdtranzの後身であるボンバルディア・トランスポーテーションから2001年に旧SLMの計測・試運転部門を買収している。

## 主要製品

### 本線用機関車
- レーティッシュ鉄道G3/4形
  - SLMが得意とした車軸配置1Cの狭軌用蒸気機関車、同形機がスイス国内各鉄道のほかイタリア、スペイン、ポルトガルなどで使用されていた、1889年。
- スイス国鉄C5/6形蒸気機関車
  - スイス国鉄の大形蒸気機関車、車軸配置1Eのテンダ式勾配線用機、1917年。
- スイス国鉄Ce6/8II形、Ce6/8III形電気機関車
  - クロコダイルとして有名なロッド式駆動のゴッタルド線用機、1919年。
- スイス国鉄Ae3/6I形、Ae4/7形電気機関車。
  - スイス国鉄を代表するブフリ式の万能機、多くの機体が70年前後運用されていた、1921年。
- グレート・インディアン・ペニンシュラ鉄道EA/1形電気機関車
  - SLMが開発したユニバーサル駆動方式を初めて採用した機関車、車軸配置2'B(A1)、1時間定格出力1588kW、1927年。
- グレート・インディアン・ペニンシュラ鉄道EF/1形電気機関車
  - クロコダイルを採用したロッド式貨物用機関車。バルカン・ファウンドリー社との合同製作。1928年。
- ベルン-レッチュベルク-シンプロン鉄道Ae4/4形電気機関車
  - 車軸配置Bo'Bo'、主電動機を台車装荷とした2軸ボギー台車による世界初の近代的電気機関車。現在はAe415形に形式変更、1944年。
- スイス国鉄Re4/4II形電気機関車
  - スイス国鉄を代表する電気機関車、車軸配置Bo'Bo'、1時間定格出力4652kWの万能機。現在はRe420形に形式変更、1963年。
- スイス国鉄Re6/6形電気機関車
  - 車軸配置Bo'Bo'Bo'、1時間定格出力7800kWの山岳路線用強力機。現在はRe620形に形式変更、1972年。
- スイス国鉄Re460形、ベルン-レッチュベルク-シンプロン鉄道Re465形電気機関車
  - 設計最高速度230km/h、操舵台車装備で半径300mの曲線を104km/hで走行可能な高速電機。車体デザインはピニンファリーナで、ノルウェー国鉄[10]、フィンランド国鉄[11]、MTR港鉄[12]が同形機を導入、1992年。
- レーティッシュ鉄道Ge4/4III形、モントルー・オーベルラン・ベルノワ鉄道[13]Ge4/4形、BAM[14] Ge4/4形電気機関車
  - 狭軌用VVVFインバータ式電気機関車、操舵台車装備で設計最高速度120km/h、1993年。

### ラック式機関車
- HG3/3形
  - SLMが得意とした中形の本線用ラック式機関車のうちの一機種、同形機がスイス国内各鉄道のほかイタリアやスペインなどで使用されていた、1905年。
- ベルナーオーバーラント鉄道[15]HGe3/3形電気機関車
  - SLM最初の本線用ラック式電気機関車、1914年。
- アンデス横断鉄道E-100形電気機関車
  - 車軸配置1'Cz+Cz1'の大形ラック式電気機関車、1時間定格出力1410kW、1927年。
- フルカ・オーバーアルプ鉄道HGe4/4I形電気機関車
  - 2軸ボギー台車に粘着用、ラック用の駆動装置を組み込み、同一の主電動機で駆動する本線用ラック式電気機関車、1929年。
- アンデス横断鉄道E-200形電気機関車
  - 車軸配置Bo'zzBo'zzの大形ラック式電気機関車、1時間定格出力1072kW、1961年。
- フルカ・オーバーアルプ鉄道、スイス国鉄HGe4/4II形
  - 1時間定格出力1932kWの大形ラック式電気機関車、粘着区間での最高速度は100km/h、1985年。

## 日本との関わり
日本に輸入されたSLM製蒸気機関車は、6年間で4形式16両のみであり、いずれもタンク機関車であった。
最初のSLM製機関車は、1893年に摂津鉄道（と推定）に導入された軌間762mmの4両で、後に佐世保鉄道を経て国有化され、国有鉄道のケ215形となったものである。
同一形式で最も数が多かったのは、奈良鉄道が1897年から輸入した7両であり、日本において最も成功したSLM製の機関車である。この機関車は、関西鉄道を経て国有化され、2800形として、太平洋戦争後まで使用された。
残りの5両は、1898年に唐津興業鉄道（後の唐津鉄道）が開業用として用意したもので、日本の鉄道事業者が機関車をSLM製で揃えた唯一の例である。車軸配置はCで、中型機4両と小型機1両の2種があり、中型機は九州鉄道を経て国有化されて1500形となったが、その後の使用期間は短かった。
大正期に入ると、幹線の電化が企図されるようになり、そこで使用する電気機関車として、鉄道省は機械部分の製造担当のSLMと、ブラウン・ボベリもしくはメトロポリタン＝ヴィッカース（共に電気部分を担当）との合作で3形式5両を輸入している。いずれも、標準型機関車製作のためのサンプルとすべく輸入されたもので、本格的に導入されることはなかった。また、SLMや他のスイスメーカー製の電気機関車は全般的に構造が精緻で保守に当たっても相応の技術水準が求められ、基礎的な工業力の劣る日本では十分に使いこなすことはできなかった機関車もあるが、後にED41形となった碓氷峠専用のアプト式機関車である10040形については、電装品を中心に一部の簡略化や運用実態に合わせた修正は施されたものの、機構部の基本設計はそのままにED42形として日本のメーカー各社により量産された。